# Aspicilia praeruptorum
Aspicilia praeruptorum är en lavart som först beskrevs av H.Magn., och fick sitt nu gällande namn av Rolf Santesson. Aspicilia praeruptorum ingår i släktet Miriquidica, och familjen Lecanoraceae. Arten är reproducerande i Sverige.